# Ortovero
Ortovero (en lígur: Utuê) és un comune (municipi) a la província de Savona, a la regió italiana de la Ligúria, situat uns 80 km al sud-oest de Gènova i uns 40 km al sud-oest de Savona. A 31 de desembre de 2017 la seva població era de 1.566 habitants.
Ortovero limita amb els següents municipis: Albenga, Arnasco, Casanova Lerrone, Onzo, Vendone i Villanova d'Albenga.